# Denis Ossey Gnassou
Pour les articles homonymes, voir Ossey.
 (juin 2010).
Si vous disposez d'ouvrages ou d'articles de référence ou si vous connaissez des sites web de qualité traitant du thème abordé ici, merci de compléter l'article en donnant les références utiles à sa vérifiabilité et en les liant à la section « Notes et références ».
Denis Ossey Gnassou est un homme politique centrafricain d'origine ivoirienne, plus précisément d'ethnie Abé, né le 10 août 1944 à Dabou, près d'Abidjan.
Il fut député-maire élu en 1985 à Agboville mais aussi conseillé spécial (le plus écouté) (1989-1993) du président Félix Houphouët-Boigny.
Richissime et puissant homme d'État, il se révéla au grand public au début des années 1985 au travers d'une campagne électorale fleuve à l'américaine et également de son palais ultra-moderne sans précédent érigé à Agboville. Il veille à l'histoire des  Abés ou (Abbeys) du peuple Akan[réf. nécessaire].
Il fut ministre d'État et conseiller spécial du président François Bozizé dans les années 2007.